# Костанєвиця-на-Кркі
Костанєвиця-на-Кркі (словен. Kostanjevica na Krki) — поселення в общині Костанєвиця-на-Кркі, Споднєпосавський регіон, Словенія. Висота над рівнем моря: 150,4 м.